# Angel of Mine (film)
Angel of Mine è un film del 2019 diretto da Kim Farrant.
Basato sul film L'Empreinte di Safy Nebbou, da un'idea originale di Cyril Gomez-Mathieu.
Tra gli interpreti principali figurano Noomi Rapace, Yvonne Strahovski e Luke Evans.

## Trama
Lizzie è una giovane donna che soffre di una grave forma di DPTS dopo la prematura morte della figlia avvenuta in ospedale subito dopo la nascita sette anni prima. La sua vita è stata completamente stravolta da questo evento: si è separata dal marito e si trova a crescere da sola il proprio figlioletto Thomas. Tutto cambia quando, un giorno, alla festa di compleanno di una compagna di classe di Thomas, crede di riconoscere, nei tratti di una ragazzina, Lola, la figlioletta morta. Lizzie sviluppa un attaccamento ossessivo verso la piccola che la porta a trascurare il lavoro, il figlio e a non assumere più i farmaci. Approfittando del fatto che Claire e Bernard, i genitori della piccola, hanno messo in vendita la casa in cui abitano, fingendosi una possibile acquirente, si inserisce nella vita della famigliola e assume comportamenti invadenti quali, ad esempio, prendere la piccola all'insaputa dei genitori e portarla in gita in barca dove le parla e racconta storie di angeli. La famiglia della bimba, infastidita dai fatti, le intima di non avvicinarsi più a loro e di non frequentare la loro casa. A questo punto la donna sembra precipitare sempre più nella follia ed a tutti i costi vuole riprendersi quella che crede essere sua figlia. Un giorno, si introduce di nascosto, durante una festa, in casa di Claire e Bernard per prendere la spazzola con i capelli di Lola per poter fare il test del DNA. Nel tentativo di uscire di soppiatto viene, però, scoperta da Claire che esausta la afferra per bloccarla. Ne nasce una colluttazione alla fine della quale Claire in lacrime confessa la verità. Aveva veramente sottratto la bambina in ospedale poco dopo la nascita perché la sua era morta nell'incendio. Mentre Claire sta confessando l'accaduto si accorge della presenza del marito Bernard che era tornato con i figli e che quindi viene a conoscere la verità. Il tribunale affida la piccola a Lizzie e a suo marito. Lola viene portata da Bernard alla sua vera famiglia, quella di Lizzie e del marito, che nel frattempo si sono riuniti, mentre Claire, da lontano, in macchina segue la scena piangendo. 

## Distribuzione
Il film è stato presentato in anteprima il 14 agosto 2019 al Melbourne International Film Festival, successivamente è stato distribuito nelle sale cinematografiche statunitensi il 30 agosto 2019.